# Cabrillas (Salamanca)
Cabrillas es un municipio y localidad española de la provincia de Salamanca, en la comunidad autónoma de Castilla y León. Se integra dentro de la comarca de Ciudad Rodrigo y la subcomarca del Campo de Yeltes, que forma parte de la inmensa llanura del Campo Charro.
Su término municipal está formado por un solo núcleo de población, ocupa una superficie total de 24,85 km² y según los datos demográficos recogidos en el padrón municipal elaborado por el INE en el año 2017, cuenta con una población de 395 habitantes.

## Toponimia
El topónimo "Cabrillas" deriva de la denominación Cabrelas con la que aparece recogida la localidad por primera vez, en un documento del rey Fernando II de León fechado en diciembre de 1173, que fijaba los límites entre las diócesis de Ciudad Rodrigo y Salamanca. Asimismo, sendos documentos eclesiásticos de enero de 1174, mediante los que se confirman dichos límites indicados por el monarca, recogen la localidad con el nombre de Cabreias y Caprejas. Posteriormente, en octubre de 1265, una bula del Papa Clemente IV sobre una cuestión de diezmos recoge la localidad con la denominación de Cabrellas.

## Símbolos

### Escudo
El escudo heráldico que representa al municipio fue aprobado con el siguiente blasón:

«Rectilíneo en el jefe y flancos, es curvilíneo en la punta. El escudo está dividido en cuatro cuarteles. El cuartel izquierdo superior (derecho según se mira) de oro con siete estrellas en azur. El cuartel derecho superior (izquierdo según se mira) de plata, con roble natural y en su color. El cuartel izquierdo inferior (derecho según se mira) bandado de cinco piezas de azur y cuatro de plata. El cuartel derecho inferior (izquierdo según se mira) de color sinople con espigas de trigo naturales y en su color»

### Bandera
El ayuntamiento no ha adoptado aún una bandera para el municipio.

## Geografía

### Clima
El clima es mediterráneo continental, con inviernos fríos y lluviosos, y veranos cálidos y secos. Las lluvias son más abundantes en otoño y primavera, y en invierno también son habituales las nieblas y las heladas nocturnas, con temperaturas de hasta –10 °C. Las nevadas no son frecuentes (1-5 al año). Los veranos son secos y durante las horas centrales del día se pueden sobrepasar los 35 °C, si bien refresca por la noche. La precipitación media anual es de 400 a 500 mm.

## Historia
Aunque se ha teorizado en que sus orígenes poblacionales se remonten a los vettones, los primeros indicios de presencia humana documentados en el municipio datan de los romanos. Posteriormente, en la Edad Media, pasó a formar parte del Reino de León entre los siglos XI y XII, siendo fundada entonces la actual localidad, que quedó integrada en el Obispado de Ciudad Rodrigo en 1174 por orden del rey Fernando II de León. En la Baja Edad Media se creó a finales del siglo XIV el Señorío de Cabrillas, siendo Pedro de Anaya el primer Señor de Cabrillas. Posteriormente, a finales del siglo XVIII se realiza la división provincial de Floridablanca, quedando Cabrillas adscrita a la provincia de Salamanca y al Reino de León, lo que fue confirmado en 1833 con la creación de las actuales provincias. Entretanto, en la Guerra de Independencia las tropas francesas ocuparon y saquearon el pueblo. Por otro lado, en 1894 Alfonso XIII elevó a la categoría de condado el Señorío de Cabrillas, naciendo así el Condado de Cabrillas, cuyo primer titular fue Luis María de Carvajal.

### Condado de Cabrillas

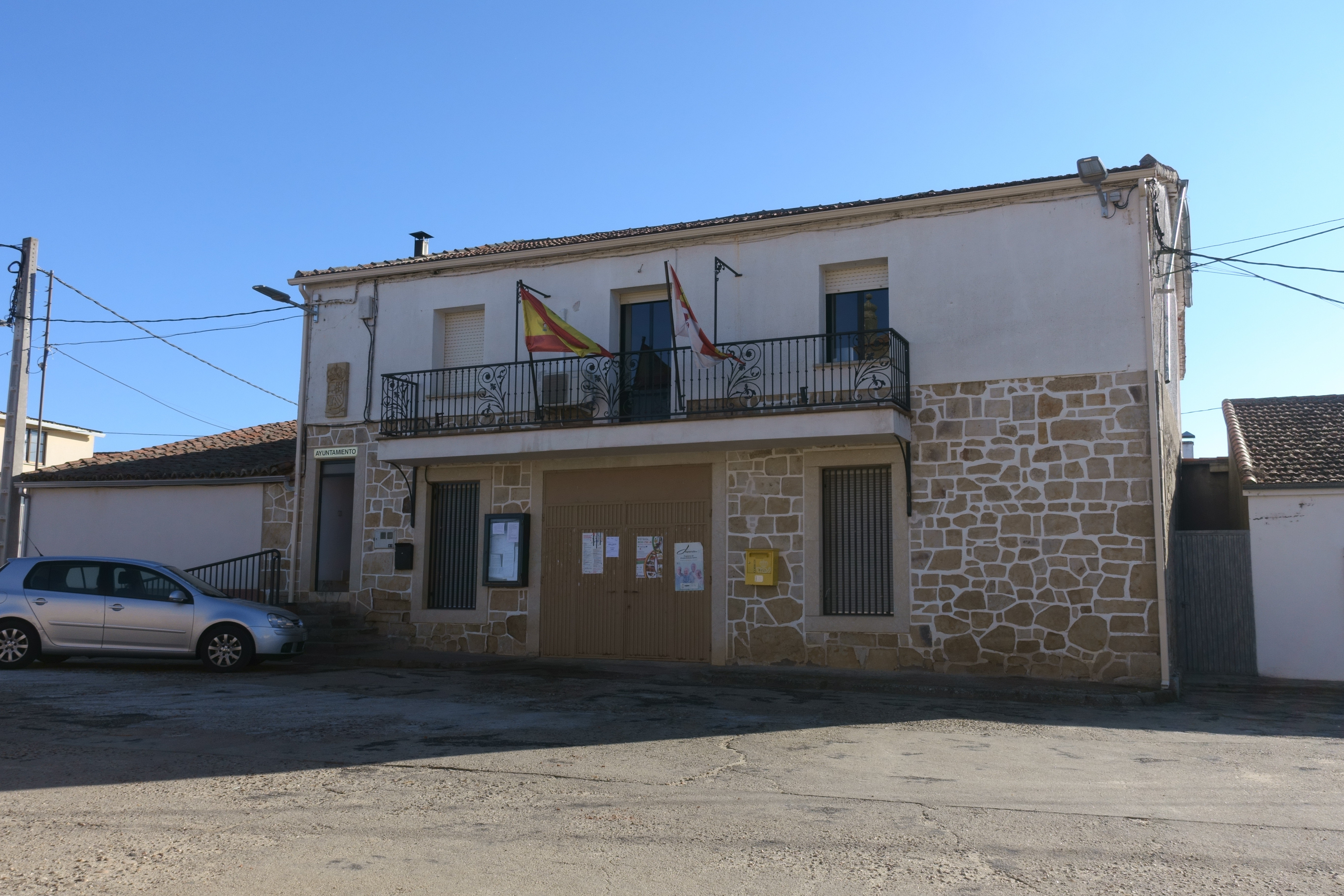
Casa consistorial.

El Condado de Cabrillas es un título nobiliario español creado el 30 de abril de 1894 por el rey Alfonso XIII, durante su minoría de edad, siendo regente, su madre, la reina María Cristina de Habsburgo Lorena a favor de Luis María de Carvajal y Melgarejo, III duque de Aveyro, etc. El título se concedió en recuerdo de un antiguo señorío de su familia. Su denominación hace referencia al municipio de Cabrillas, provincia de Salamanca.
- Luis María de Carvajal y Melgarejo (1871-1937), I conde de Cabrillas, III duque de Aveyro, (por rehabilitación a su favor en 1917), XII marqués de Puerto Seguro, XI marqués de Goubea, XII conde de Portalegre (por rehabilitación a su favor en 1917), XV conde de Bailén.

1. Casó con María del Carmen Santos-Suárez y Guillamas, VI marquesa de las Nieves, hija de María del Pilar Guillamas y Piñeyro. Le sucedió su hija:

- María Luisa de Carvajal y Santos-Suárez, II condesa de Cabrillas.

1. Casó con Isidro Castillejo y Wall (1897-1970), VIII duque de Montealegre, (por rehabilitación, en 1927, a su favor, con esta denominación del antiguo ducado de Angio de Montealegre), XIV conde de los Arenales, X conde de Villa Amena de Cozbíjar. Le sucedió, de su hijo Juan Bautista de Castillejo y Carvajal, IX duque de Montealegre, XI conde de Villa Amena de Cozbíjar, que casó con María de los Dolores Bermúdez de Castro y de Collantes, el hijo de ambos, por tanto su nieto:

- Juan Luis de Castillejo y Bermúdez de Castro, III conde de Cabrillas.

1. Casó con Isabel Muñoz y Ozores de Urcuola.

## Demografía
Cuenta con una población de 322 habitantes (INE 2024).
| Gráfica de evolución demográfica de Cabrillas entre 1842 y 2021                                                       |
| |
| Población de derecho según los censos de población del INE. Población de hecho según los censos de población del INE. |

Según el Instituto Nacional de Estadística, Cabrillas tenía, a 31 de diciembre de 2018, una población total de 383 habitantes, de los cuales 195 eran hombres y 188 mujeres. Respecto al año 2000, el censo refleja 538 habitantes, de los cuales 225 eran hombres y 283 mujeres. Por lo tanto, la pérdida de población en el municipio para el periodo 2000-2018 ha sido de 155 habitantes, un 28 % de descenso.

## Economía
Está localizada a 11 km de distancia de dos de los núcleos provinciales principales (Tamames y La Fuente de San Esteban). Las actividades económicas principales son la agricultura y la ganadería, la primera de secano, predominantemente cereal (trigo, cebada y avena) y la segunda en extensivo.
Cuenta con colegio público, farmacia, centro médico diario, tiendas de ultramarinos y supermercado, talleres de carpintería metálica y de reparación de automóviles, servicios hosteleros, etc.

## Cultura
A los salmantinos se les conoce también como charros y el campo de alrededor lleva el nombre de Campo Charro. A los toros del Campo Charro se les llama salamanquinos y este término es considerado como un insulto cuando se emplea con una persona. Un accesorio popular de las capas en los hombres y del vestido de charra es el botón charro.

### Fiestas
Celebra sus fiestas principales el 15 de mayo en honor a san Isidro Labrador y las secundarias el 17 de enero en honor a san Antonio Abad, lo que pone de manifiesto el marcado carácter agrícola y ganadero que desde siempre ha impregnado a este municipio.
La celebración de la Semana Santa es muy tradicional, con más de siete siglos de existencia y notables y artísticos pasos procesionales de autores como Luis Salvador Carmona, Alejandro Carnicero, Inocencio Soriano Montagut, Mariano Benlliure o Damián Villar.
El lunes de aguas (lunes siguiente al lunes de Pascua) es tradicional salir al campo a comer el hornazo. Esta tradición se da en toda la provincia aunque fuera de la capital el hornazo se come el domingo o el lunes de Pascua.

## Administración y política
| Partido político                         | 2019  | 2019  | 2019       | 2015  | 2015  | 2015       | 2011  | 2011  | 2011       | 2007  | 2007  | 2007       | 2003  | 2003  | 2003       |
| Partido político                         | %     | Votos | Concejales | %     | Votos | Concejales | %     | Votos | Concejales | %     | Votos | Concejales | %     | Votos | Concejales |
| Partido Popular (PP)                     | 57,88 | 158   | 4          | 45,94 | 130   | 3          | 59,64 | 201   | 4          | 71,95 | 218   | 5          | 70,86 | 231   | 5          |
| Partido Socialista Obrero Español (PSOE) | 41,76 | 114   | 3          | 50,88 | 144   | 4          | 37,98 | 128   | 3          | 26,73 | 81    | 2          | 25,77 | 84    | 2          |